# Джейкоб Пеблі
Джейкоб Пеблі (англ. Jacob Pebley, 17 вересня 1993) — американський плавець.
Призер Чемпіонату світу з водних видів спорту 2017 року.
Призер Чемпіонату світу з плавання на короткій воді 2016 року.
Переможець літньої Універсіади 2015 року.